# NGC 6352
NGC 6352 (również GCL 64 lub ESO 228-SC3) – gromada kulista znajdująca się w gwiazdozbiorze Ołtarza. Została odkryta 14 maja 1826 roku przez Jamesa Dunlopa. Jest położona w odległości ok. 18,3 tys. lat świetlnych od Słońca oraz 10,8 tys. lat świetlnych od centrum Galaktyki.